# Lekkoatletyka na Igrzyskach Śródziemnomorskich 1997
Zawody lekkoatletyczne na Igrzyskach Śródziemnomorskich 1997 odbyły się w dniach 15-19 czerwca w Bari na stadionie San Nicola.

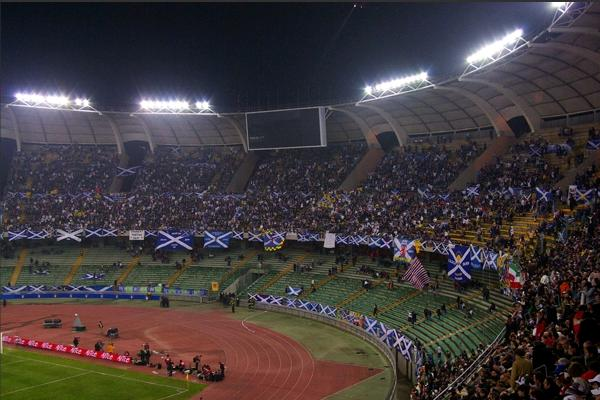
Stadio San Nicola

## Tabela medalowa
Gospodarz zawodów został zaznaczony kolorem.
| Poz. | Państwo    |    |    |    | Razem: |
| ---- | ---------- | -- | -- | -- | ------ |
| 1    | Włochy     | 12 | 13 | 11 | 36     |
| 2    | Francja    | 10 | 6  | 7  | 23     |
| 3    | Grecja     | 7  | 9  | 3  | 19     |
| 4    | Maroko     | 5  | 4  | 3  | 12     |
| 5    | Algieria   | 3  | 0  | 3  | 6      |
| 6    | Słowenia   | 2  | 2  | 3  | 7      |
| 7    | Hiszpania  | 1  | 5  | 6  | 12     |
| 8    | Turcja     | 1  | 0  | 1  | 2      |
| .    | Jugosławia | 1  | 0  | 1  | 2      |
| 10.  | Syria      | 1  | 0  | 0  | 1      |
| 11.  | Cypr       | 0  | 2  | 2  | 4      |
| 12.  | Chorwacja  | 0  | 1  | 1  | 2      |
| 13,  | Malta      | 0  | 1  | 0  | 1      |
| 14.  | Tunezja    | 0  | 0  | 2  | 2      |
| Poz. | Razem:     | 43 | 43 | 43 | 129    |

## Wyniki

### Mężczyźni

#### konkurencje biegowe
| konkurencja                        | złoto                                                                           | złoto       | srebro                                                                            | srebro   | brąz                                                                                  | brąz     |
| ---------------------------------- | ------------------------------------------------------------------------------- | ----------- | --------------------------------------------------------------------------------- | -------- | ------------------------------------------------------------------------------------- | -------- |
| Bieg na 100 metrów                 | Angelos Pawlakakis · Grecja                                                     | 10,13 GR    | Aninos Markulidis · Cypr                                                          | 10,23    | Stéphane Cali · Francja                                                               | 10,28    |
| Bieg na 200 metrów                 | Giovanni Puggioni · Włochy                                                      | 20,44       | Georgios Panagiotopoulos · Grecja                                                 | 20,53    | Prodromos Katsandonis · Cypr                                                          | 20,55    |
| Bieg na 400 metrów                 | Jean-Louis Rapnouil · Francja                                                   | 45,58       | Marco Vaccari · Włochy                                                            | 45,74    | Samir-Adel Louahla · Algieria                                                         | 46,07    |
| Bieg na 800 metrów                 | Giuseppe D’Urso · Włochy                                                        | 1:47.10     | Andrea Longo · Włochy                                                             | 1:47.54  | Djabir Saïd-Guerni · Algieria                                                         | 1:47.76  |
| Bieg na 1500 metrów                | Driss Maazouzi · Maroko                                                         | 3:44.77     | Branko Zorko · Chorwacja                                                          | 3:45.17  | Reyes Estévez · Hiszpania                                                             | 3:45.40  |
| Bieg na 5000 metrów                | Alberto García Fernández · Hiszpania                                            | 13:25.29 GR | El Hassan Lahssini · Maroko                                                       | 13:28.95 | Saïd Berioui · Maroko                                                                 | 13:53.98 |
| Bieg na 10000 metrów               | Ismaïl Sghyr · Maroko                                                           | 28:05.74 GR | Abderrahim Zitouna · Maroko                                                       | 28:19.85 | Kamel Kohil · Algieria                                                                | 28:24.19 |
| Bieg na 3000 metrów z przeszkodami | Brahim Boulami · Maroko                                                         | 8:18.80 GR  | Hicham Bouaouiche · Maroko                                                        | 8:20.30  | Giuseppe Maffei · Włochy                                                              | 8:23.43  |
| Maraton                            | Azzedine Sakhri · Algieria                                                      | 2:28:40     | Giovanni Ruggiero · Włochy                                                        | 2:21:08  | Mustapha Damaoui · Maroko                                                             | 2:21:32  |
| Chód na 20 kilometrów              | Giovanni De Benedictis · Włochy                                                 | 1:24:59     | Michele Didoni · Włochy                                                           | 1:25:21  | Hatem Ghoula · Tunezja                                                                | 1:25:36  |
| Bieg na 110 metrów przez płotki    | Vincent Clarico · Francja                                                       | 13.61       | Mauro Re · Włochy                                                                 | 13.71    | Emiliano Pizzoli · Włochy                                                             | 13.72    |
| Bieg na 400 metrów przez płotki    | Zeid Abou Hamed · Syria                                                         | 49.25       | Laurent Ottoz · Włochy                                                            | 49.27    | Miro Kocuvan · Słowenia                                                               | 49.43    |
| Sztafeta 4 × 100 metrów            | Nicola Asumi · Giovanni Puggioni · Angelo Cipolloni · Sandro Floris · Włochy    | 38.61 GR    | Frutos Feo · Venancio José · Jordi Mayoral · Francisco Javier Navarro · Hiszpania | 38.85    | Georgios Skender · Aninos Markulidis · Prodromos Katsandonis · Janis Zisimidis · Cypr | 39.12    |
| Sztafeta 4 × 400 metrów            | Samir-Adel Louahla · Kamel Talhaoui · Ahmed Aichaoui · Malik Louahla · Algieria | 3:02.78 GR  | Pierre Marie Hilaire · Rodrigue Nordin · Jimmy Coco · Fred Mango · Francja        | 3:02.84  | Michele Grando · Fabrizio Mori · Walter Groff · Ashraf Saber · Włochy                 | 3:03.08  |

#### konkurencje techniczne
| konkurencja    | złoto                           | złoto       | srebro                                               | srebro   | brąz                           | brąz     |
| -------------- | ------------------------------- | ----------- | ---------------------------------------------------- | -------- | ------------------------------ | -------- |
| Skok wzwyż     | Stevan Zorić · Jugosławia       | 2.28 m GR   | Arturo Ortiz · Hiszpania · Ignacio Pérez · Hiszpania | 2.26 m   | ----                           |          |
| Skok w dal     | Gregor Cankar · Słowenia        | 8.00 m      | Konstandinos Koukodimos · Grecja                     | 7.95 m   | Dimitros Hatzopoulos · Grecja  | 7.92 m   |
| Skok o tyczce  | Alain Andji · Francja           | 5.70 m GR   | Juan Gabriel Concepción · Hiszpania                  | 5.50 m   | Andrea Giannini · Włochy       | 5.50 m   |
| Trójskok       | Paolo Camossi · Włochy          | 16.63 m     | Hristos Meletoglou · Grecja                          | 16.50 m  | Germain Martial · Francja      | 16.18 m  |
| Pchnięcie kulą | Alessandro Andrei · Włochy      | 19.54 m     | Corrado Fantini · Włochy                             | 19.19 m  | Stevimir Ercegovac · Chorwacja | 19.00 m  |
| Rzut dyskiem   | Igor Primc · Słowenia           | 61.66 m     | Diego Fortuna · Włochy                               | 59.90 m  | Simone Sbrogiò · Włochy        | 59.20 m  |
| Rzut młotem    | Christophe Épalle · Francja     | 78.44 m GR  | Raphaël Piolanti · Francja                           | 77.20 m  | Enrico Sgrulletti · Włochy     | 76.32 m  |
| Rzut oszczepem | Konstandinos Gatsiudis · Grecja | 89.22 m GR  | Dimitrios Polimeru · Grecja                          | 77.88 m  | Maher Ridane · Tunezja         | 77.10 m  |
| Dziesięćiobój  | Pierre-Alexandre Vial · Francja | 8070 pkt GR | Beniamino Poserina · Włochy                          | 7991 pkt | Prodromos Korkizoglou · Grecja | 7932 pkt |

### Kobiety

#### konkurencje biegowe
| konkurencja                     | złoto                                                                            | złoto       | srebro                                                                                  | srebro   | brąz                                                                             | brąz     |
| ------------------------------- | -------------------------------------------------------------------------------- | ----------- | --------------------------------------------------------------------------------------- | -------- | -------------------------------------------------------------------------------- | -------- |
| Bieg na 100 metrów              | Ekaterini Tanu · Grecja                                                          | 11,13 GR    | Frédérique Bangué · Francja                                                             | 11,22    | Sylviane Félix · Francja                                                         | 11,27    |
| Bieg na 200 metrów              | Christine Arron · Francja                                                        | 22,62 GR    | Ekaterini Kofa · Grecja                                                                 | 22,80    | Alenka Bikar · Słowenia                                                          | 22,95    |
| Bieg na 400 metrów              | Virna De Angeli · Włochy                                                         | 51,31 GR    | Dora Kiriaku · Cypr                                                                     | 52,02    | Patrizia Spuri · Włochy                                                          | 52,57    |
| Bieg na 800 metrów              | Hasna Benhassi · Maroko                                                          | 2:03.70     | Jolanda Čeplak · Słowenia                                                               | 2:03.71  | Séverine Foulon · Francja                                                        | 2:04.24  |
| Bieg na 1500 metrów             | Nouria Mérah-Benida · Algieria                                                   | 4:11.27     | Samira Raif · Maroko                                                                    | 4:11.60  | Maite Zúñiga · Hiszpania                                                         | 4:11.63  |
| Bieg na 5000 metrów             | Roberta Brunet · Włochy                                                          | 15:00.69 GR | Julia Vaquero · Hiszpania                                                               | 15:04.48 | Zahra Ouaziz · Maroko                                                            | 15:30.19 |
| Bieg na 10000 metrów            | Hrisostomia Iakovou · Grecja                                                     | 32:34.87 GR | Silvia Sommaggio · Włochy                                                               | 32:41.79 | Olivera Jevtić · Jugosławia                                                      | 32:43.42 |
| Maraton                         | Serap Aktaş · Turcja                                                             | 2:39:22     | Carol Galea · Malta                                                                     | 2:43:53  | Lale Öztürk · Turcja                                                             | 2:46:56  |
| Chód na 10 kilometrów           | Elisabetta Perrone · Włochy                                                      | 44:40 GR    | Annarita Sidoti · Włochy                                                                | 45:35    | Celia Marcén · Hiszpania                                                         | 46:07    |
| Bieg na 110 metrów przez płotki | Patricia Girard · Francja                                                        | 12.90       | Brigita Bukovec · Słowenia                                                              | 13.01    | Carla Tuzzi · Włochy                                                             | 13.30    |
| Bieg na 400 metrów przez płotki | Nezha Bidouane · Maroko                                                          | 55.01 GR    | Miriam Alonso · Hiszpania                                                               | 55.89    | Carla Barbarino · Włochy                                                         | 56.76    |
| Sztafeta 4 × 100 metrów         | Frédérique Bangué · Christine Arron · Patricia Girard · Sylviane Félix · Francja | 42.36 GR    | Maria Tsoni · Ekaterini Kofa · Marina Vasarmidou · Ekaterini Tanu · Grecja              | 43.07    | Stefania Ferrante · Annarita Luciano · Giada Gallina · Manuela Levorato · Włochy | 44.15    |
| Sztafeta 4 × 400 metrów         | Carla Barbarino · Francesca Cola · Patrizia Spuri · Francesca Carbone · Włochy   | 3:29.98 GR  | Marie-Louise Bévis · Sophie Domenech · Marie-Line Scholent · Elsa Devassoigne · Francja | 3:30.62  | Miriam Alonso · Esther Lahoz · Miriam Bravo · Yolanda Reyes · Hiszpania          | 3:31.93  |

#### konkurencje techniczne
| konkurencja    | złoto                               | złoto      | srebro                         | srebro   | brąz                          | brąz     |
| -------------- | ----------------------------------- | ---------- | ------------------------------ | -------- | ----------------------------- | -------- |
| Skok wzwyż     | Antonella Bevilacqua · Włochy       | 1.95 m     | Niki Bakojani · Grecja         | 1.93 m   | Britta Bilač · Słowenia       | 1.91 m   |
| Skok w dal     | Niki Ksantu · Grecja                | 6.72 m GR  | Linda Ferga-Khodadin · Francja | 6.49 m   | Anastasia Mahob · Francja     | 6.47 m   |
| Trójskok       | Olga Wasdeki · Grecja               | 14.13 m GR | Betty Lise · Francja           | 13.81 m  | Antonella Capriotti · Włochy  | 13.80 m  |
| Pchnięcie kulą | Mara Rosolen · Włochy               | 17.82 m    | Eleni Tsentemeidou · Grecja    | 17.70 m  | Margarita Ramos · Hiszpania   | 17.42 m  |
| Rzut dyskiem   | Anastasia Kielesidu · Grecja        | 66.18 m GR | Styliani Tsikouna · Grecja     | 61.96 m  | Isabelle Devaluez · Francja   | 61.28 m  |
| Rzut oszczepem | Nadine Auzeil-Schoellkopf · Francja | 57.32 m    | Claudia Coslovich · Włochy     | 57.16 m  | Aggeliki Tsiolakoudi · Grecja | 56.70 m  |
| Pięciobój      | Nathalie Teppe · Francja            | 6161 pkt   | Gertrud Bacher · Włochy        | 5859 pkt | Marie Collonvillé · Francja   | 5839 pkt |